# John Mulvihill
John Mulvihill (* 1. Juli 1945 in Dublin) ist ein früherer irischer Politiker der Irish Labour Party. Von 1992 bis 1997 war Mulvihill Teachta Dála (Abgeordneter) im Dáil Éireann und 2002 von 2007 Mitglied im Seanad Éireann.

## Leben
Mulvihill arbeitete vor seinem Einstieg in die Politik in der Betriebsleitung eines Kraftwerks. Er wurde 1991 für Midleton in den Cork County Council gewählt. Diesen Sitz konnte er bis 2014 halten. Bei den Wahlen zum Dáil Éireann 1992 gelang es ihm, für den Wahlkreis Cork East einen Sitz zu erringen. Schon bei den Wahlen 1997 verlor er den Sitz wieder. Er versuchte noch, bei den Wahlen 2002, 2007 und 2011 den Sitz zurückzugewinnen, allerdings ohne Erfolg.
Sein Sohn war ebenfalls kommunalpolitisch aktiv.